# Alcide Paganelli
Alcide Domenico Paganelli (Vicenza, 26 gennaio 1941) è un pilota automobilistico italiano, vincitore del campionato italiano rally 1970 su Fiat 124 Abarth Rally.

## Palmarès
- Campionato italiano rally: 1
1970 su Fiat 124 Abarth Rally

## Riconoscimenti
- Medaglia di Bronzo Coni[1]